# British Gazette
British Gazette var en kortlivad brittisk dagstidning i broadsheet-format ägd av den brittiska staten. Tidningen grundades 5 maj 1926 i och med generalstrejken i Storbritannien 1926. Det var den brittiska fackföreningen Trades Union Congress (TUC) som utlyst generalstrejk 3 maj samma år där bland annat tryckeriarbetarna togs ut strejk. Tidningens redaktör var Storbritanniens finansminister Winston Churchill och innehållet utformades tillsammans med högerrörelsen Organisation for the Maintenance of Supplies. 
British Gazette var mycket patriotisk och fördömde strejkerna, och användes som ett effektivt propagandaverktyg av den brittiska staten. Det brittiska facket lät producera sin egen tidning, British Worker för att möta upp den statliga tidningen men förlorade konkurrensen. Utgivningen för British Gazette steg från 200 000 till över 2 miljoner exemplar innan den lades ner. Tidningen hann bara komma ut i åtta nummer innan strejken kollapsade.